# Brădățel (okręg Hunedoara)
Brădățel – wieś w Rumunii, w okręgu Hunedoara, w gminie Burjuc. W 2011 roku liczyła 102 mieszkańców.